# (16036) Moroz
(16036) Moroz (1999 GV8) – planetoida z pasa głównego asteroid okrążająca Słońce w ciągu 4,54 lat w średniej odległości 2,74 j.a. Odkryta 10 kwietnia 1999 roku.